# Stenomacrus celer
Stenomacrus celer là một loài tò vò trong họ Ichneumonidae.